# Johannes Semper
Johannes Semper (n. 22 martie 1892, Tarvastu, Regiunea Viljandi, Estonia – d. 21 februarie 1970, Tallin, RSS Estonă, URSS) a fost un poet, scriitor, traducător și politician estonian. 
S-a născut în Pahuvere, județul Viljandi.  
A fost membru al mișcării literare Siuru, alături de fondatorul August Gailit și de tineri poeți și scriitori  Marie Under, Henrik Visnapuu,  Friedebert Tuglas, Peet Aren, Otto Krusten și Artur Adson.  
Un student și mai târziu un savant proeminent la Universitatea din Tartu, a fost desemnat ministru al Educației din Estonia, când țara a fost ocupată de Uniunea Sovietică în 1940.
A scris versurile imnului RSS Estone.
A murit la Tallinn la 21 februarie 1970. 

## Scrieri
- "Pierrot" (1917, 1919)
- "Jäljed liival"  (colecție de povestiri, 1921)
- "Maa ja mereveersed rytmid" (poezii, 1922)
- "Hiina kett" (povestiri, 1918)
- "Ellinor" ja "Sillatalad"  (povestiri, 1927)
- "Armukadedus" (roman, 1933)